# Kaiserjäger

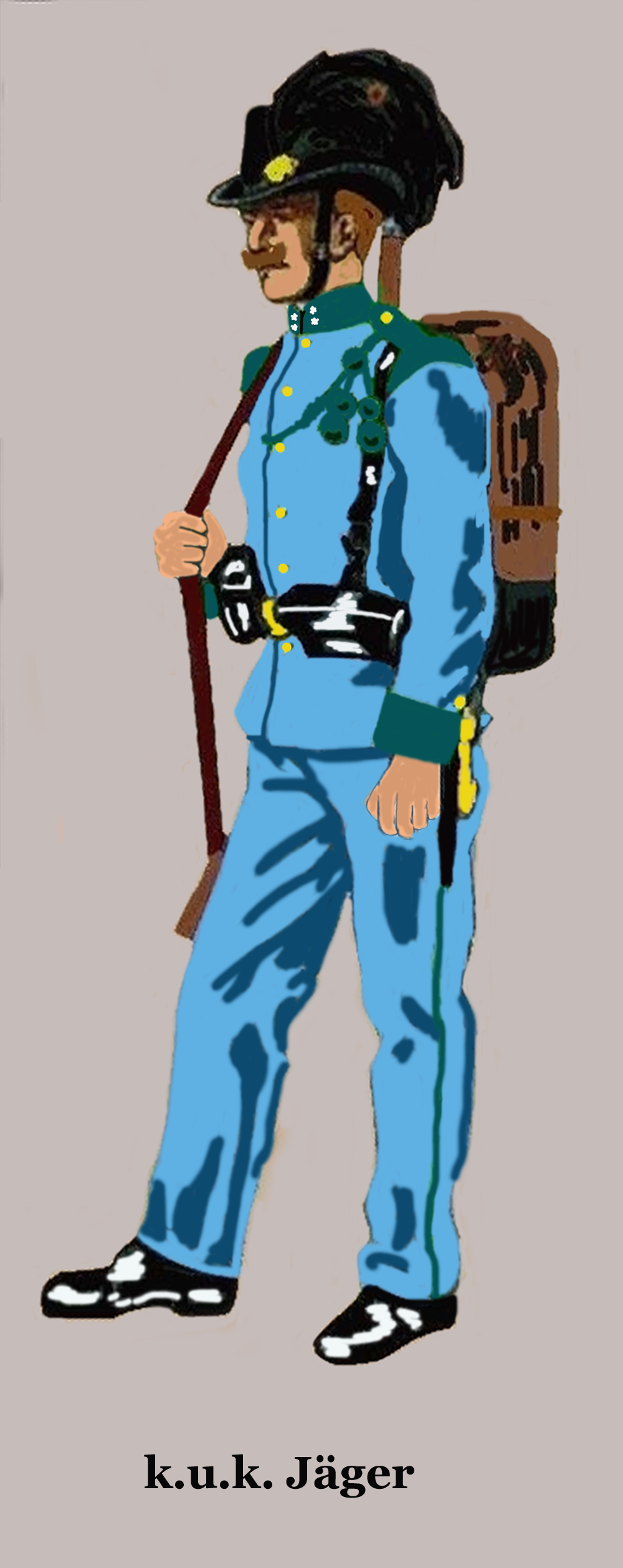
Um soldado Kaiserjäger

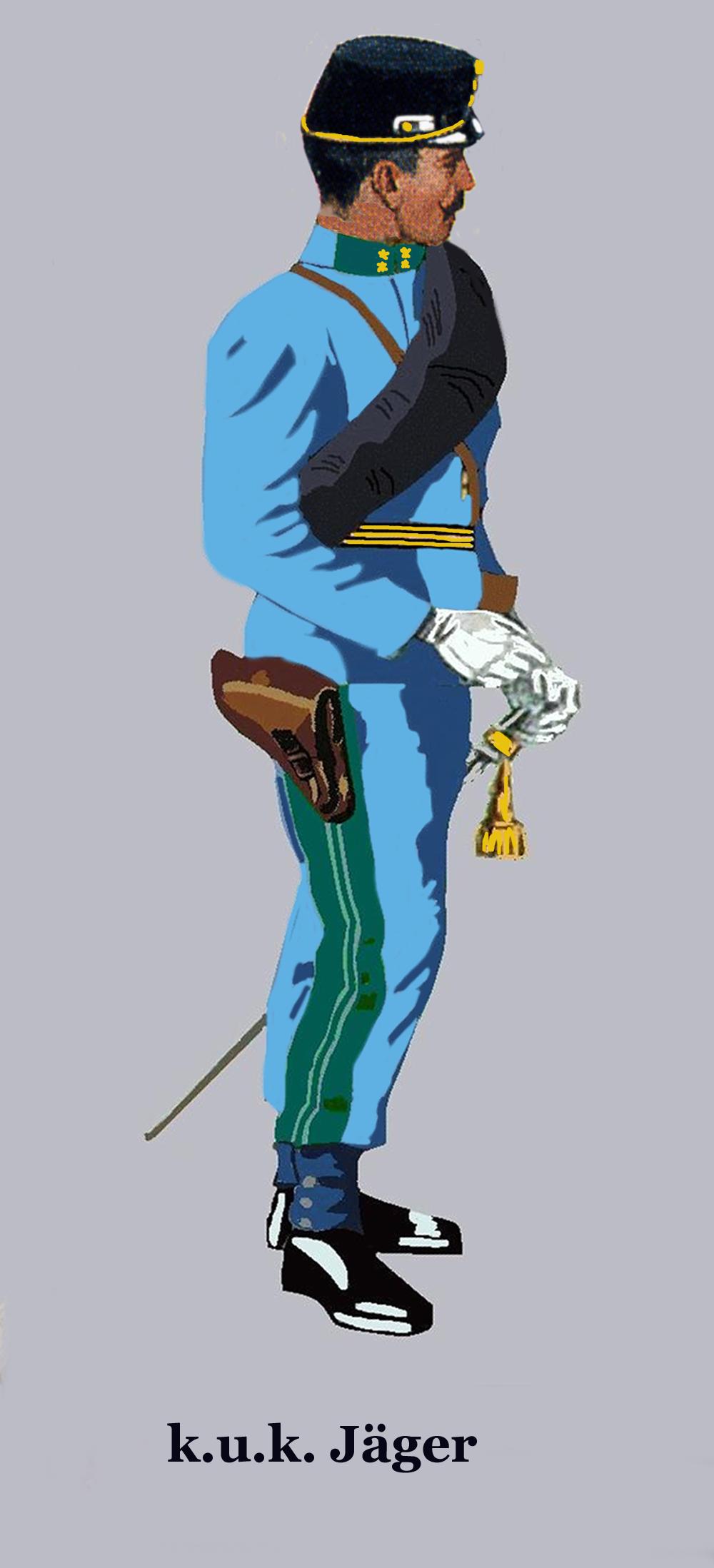
Um tenente

Os Kaiserjäger (it. Cacciatori Imperiali) austriacos foram uma repartição da infantaria ligeira do Exército Imperial Austríaco, recrutada nos territórios alpinos do Império Austro-húngaro, principalmente no Tirol, com regimentos divididos nos territórios do atual Tirol austríaco, da Província de Bolzano (Südtirol), da Província de Trento (Welschtirol) e da parte tirolesa da Província de Belluno (separada do Tirol em 1926).
A denominação Jäger ("caçadores" em alemão) deriva da particular fidelidade sempre manifestada pela população tirolesa à figura do imperador austríaco, considerados pelo soberano enquanto sua guarda de defesa pessoal.
Os Kaiserjäger não devem ser confundidos com os Schützen (Sìzzeri), atiradores voluntários tiroleses, organização paramilitar surgida no século XV com o decreto do Imperador Maximiliano de Habsburgo, a pedido do Principado Episcopal de Trento. 

## Regimentos
.

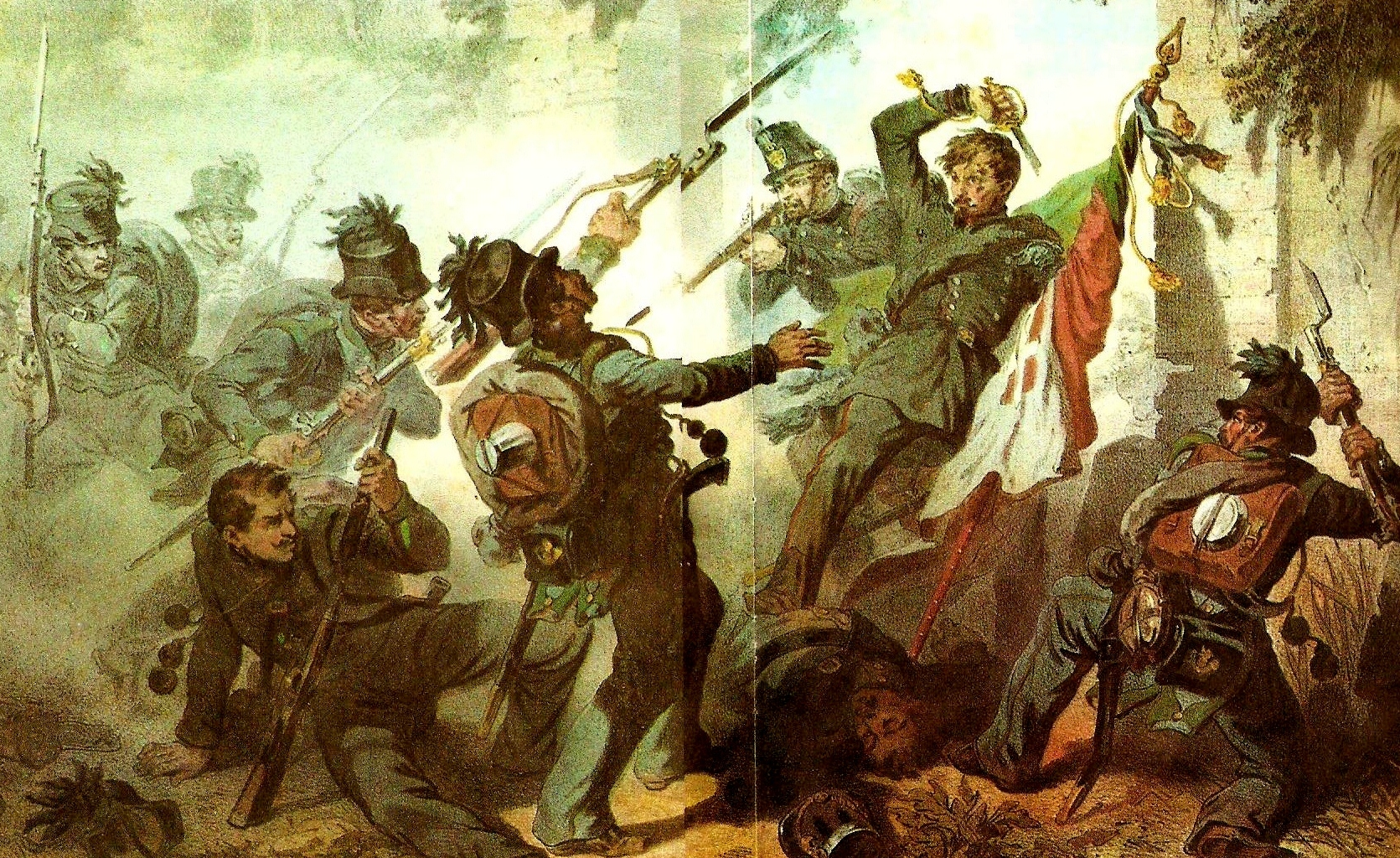
Kaiserjäger tiroleses combatem soldados italianos (piemonteses) durante a Batalha de Novara (1849)

Os soldados Kaiserjäger combateram durante as guerras de Unificação Italiana (quando o Reino da Itália procurou anexar territórios austríacos) em 1849 e 1866 (quando a Áustria perdeu para a Itália o Reino Lombardo-Vêneto. 
Os regimentos funcionaram até o final da Primeira Guerra Mundial (1918 - 1914), divididos em quatro regiões do Tirol. 

Regimentos dos soldados Kaiserjäger
Primeiro Regimento
- Comandante: Guido Novak di Arienti
Soldados: 58% de língua alemã - 38% trentinos (língua italiana) - 4% outros
I. e II. Batlhões em Trento/Trient
III. Batalhão em Levico/Löweneck
IV. Batalhão em Innsbruck

Segundo Regimento
- Comandante: Oberst Alexander Brosch von Aarenau
Soldados: 55% de língua alemã - 41% trentinos (língua italiana) - 4% outros
I. e II. Batalhões em Bolzano/Bozen
III. Batalhão a Merano/Meran
IV. Batalhão em Bressanone/Brixen

Terceiro Regimento
- Comandante: Oberst Heinrich Vonbank
Soldados: 59% de língua alemã - 38% trentinos (língua italiana) - 3% outros
I. Batalhão em Riva del Garda/Reif am Gartensee
II. e III. Batalhões em Rovereto/Rofreit
IV. Battaglione em Trento/Trient

Quarto Regimento
- Comandante: Oberst Ernst Dietrich
Soldados: 59% de língua alemã - 38% trentinos (língua italiana) - 3% outros
I. Batalhão em Mezzolombardo/Welschmetz
II. Batalhão em Mezzocorona/Kronmetz
III. Batalhão em Trento/Trient
IV. Batalhão em Hall